# Франкез (Порторико)
Франкез (шп. Fránquez) град је у америчкој острвској територији Порторико, острвској држави Кариба.

## Демографија
По попису из 2010. године број становника је 1.948, што је 73 (-3,6%) становника мање него 2000. године.
| Група             | 2000.         | 2010.         |
| Белци             | 8 (0,4%)      | 7 (0,4%)      |
| Афроамериканци    | 52 (2,6%)     | 112 (5,7%)    |
| Азијати           | 3 (0,1%)      | 2 (0,1%)      |
| Хиспаноамериканци | 2.011 (99,5%) | 1.939 (99,5%) |
| Укупно            | 2.021         | 1.948         |